# Faustino Sainz Muñoz
Faustino Sainz Muñoz (ur. 5 czerwca 1937 w Almadén; zm. 31 października 2012 w Madrycie) – duchowny katolicki, arcybiskup, nuncjusz apostolski.

## Życiorys
19 grudnia 1964 otrzymał święcenia kapłańskie i został inkardynowany do archidiecezji madryckiej. W 1967 rozpoczął przygotowanie do służby dyplomatycznej na Papieskiej Akademii Kościelnej.
29 października 1988 został mianowany przez Jana Pawła II nuncjuszem apostolskim na Kubie oraz biskupem tytularnym diecezji Novaliciana. 
Sakry biskupiej 18 grudnia 1988 r. udzielił mu ówczesny Sekretarz Stanu kard. Agostino Casaroli. 
Następnie był przedstawicielem Watykanu w Zairze (1992-1999), w Brukseli przy Unii Europejskiej (1999-2004) i w Wielkiej Brytanii (2004-2010).
5 grudnia 2010 przeszedł na emeryturę. Zmarł 31 października 2012.
W 2003 odznaczony Krzyżem Komandorskim Orderu Zasługi Rzeczypospolitej Polskiej.